# Horacio Pancheri
Horacio Pancheri (Esquel, Argentina, 2 de diciembre de 1982) es un actor y modelo argentino radicado en México.

## Biografía
Horacio Pancheri comenzó su carrera como modelo posando para revistas en Argentina. En septiembre de 2012 se trasladó a México para estudiar actuación con René Pereyra y posteriormente fue admitido en el Centro de Educación Artística de Televisa (CEA), por invitación de Eugenio Cobo. Después de egresar del CEA, hizo su debut en la televisión mexicana en la telenovela El color de la pasión con una participación especial, en donde interpretó la etapa joven de Alonso Gaxiola y compartió créditos con Ariadne Díaz y Michelle Renaud. 
En noviembre de 2014, MaPat L. de Zatarain, le da la oportunidad de participar en la telenovela La sombra del pasado, interpretando a Renato Ballesteros y en donde vuelve a compartir créditos con Michelle Renaud.
En 2016 obtiene su primer protagónico en Un camino hacia el destino, junto a Paulina Goto y Ana Patricia Rojo

## Filmografía

### Televisión
| Año       | Título                     | Personaje                            |
| --------- | -------------------------- | ------------------------------------ |
| 2025      | Me atrevo a amarte         | Alito Buitron                        |
| 2024-2025 | Papás por conveniencia     | Dámaso Rivera                        |
| 2023-2024 | Golpe de suerte            | Facundo Grandinetti                  |
| 2022      | ¿Qué dicen los famosos?    | Invitado                             |
| 2022      | Top Chef VIP               | Concursante                          |
| 2021      | Vencer el pasado           | Alonso Cancino                       |
| 2020-2021 | La mexicana y el güero     | Rodrigo Avellaneda                   |
| 2020-2023 | De brutas, nada            | David Ibarra                         |
| 2019-2024 | El juego de las llaves     | Valentín                             |
| 2017      | En tierras salvajes        | Sergio Otero Rivelles                |
| 2017      | El vuelo de la victoria    | Participación Especial (Capítulo 57) |
| 2016      | Un camino hacia el destino | Carlos Gómez-Ruiz                    |
| 2014-2015 | La sombra del pasado       | Renato Ballesteros Medrano           |
| 2014      | El color de la pasión      | Alonso Gaxiola Beltrán (joven)       |

### Cine
| Año  | Título        | Personaje         |
| ---- | ------------- | ----------------- |
| 2016 | Yo soy Pepito | Alejandro Gasquet |